# Гоголівка (Пологівський район)
Го́голівка — село в Україні, у Кам'янській селищній громаді Пологівського району Запорізької області. Населення становить 431 осіб. До 2020 орган місцевого самоврядування — Новоукраїнська сільська рада.

## Географія
Село Гоголівка знаходиться на лівому березі річки Гайчур в місці впадання в неї річки Кам'янка, вище за течією на відстані 0,5 км і на протилежному березі розташоване село Новоукраїнка, нижче за течією річки Кам'янка примикає село Веселоіванівське.

## Історія
- 1970 — дата заснування як села Новоукраїнка-І.
- В 1970 році перейменоване в село Гоголівка.
- 12 червня 2020 року, відповідно до розпорядження Кабінету Міністрів України № 713-р «Про визначення адміністративних центрів та затвердження територій територіальних громад Запорізької області», увійшло до складу Більмацької селищної громади[3].
- 19 липня 2020 року, в результаті адміністративно-територіальної реформи та ліквідації  Більмацького району увійшло до складу Пологівського району[4].